# Effet Semmelweis
L'effet Semmelweis ou, traduit de l'anglais, réflexe de Semmelweis est une expression métaphorique qui décrit la tendance naturelle à rejeter de nouvelles preuves ou de nouvelles connaissances parce qu'elles vont à l'encontre des normes, des croyances ou des paradigmes précédemment établis. 
Le terme dérive du nom d'un médecin hongrois, Ignace Philippe Semmelweis, qui a découvert en 1847 que le taux de mortalité des patientes atteintes de fièvre puerpérale était dix fois inférieur lorsque les médecins se désinfectaient les mains avec une solution de chlore avant de passer d'un patient à un autre ou, plus particulièrement, après une autopsie (dans l'une des deux maternités de l'hôpital universitaire où travaillait Semmelweis, des médecins pratiquaient des autopsies sur chaque patient décédé). De cette observation, Semmelweis en a fait une prescription, ce qui a sauvé de nombreuses vies en arrêtant la contamination continue des patients (principalement des femmes enceintes) par ce qu'il appelait des « particules cadavériques » et ce vingt ans avant la découverte de la théorie microbienne. Malgré l'évidence des preuves empiriques, la plupart de ses confrères médecins ont rejeté la prescription du lavage des mains, souvent pour des raisons non médicales.  
Bien qu'il existe une incertitude quant à son origine et à son utilisation généralement acceptée, l'expression anglaise « Semmelweis Reflex » (« réflexe de Semmelweis », traduit en « effet Semmelweis ») avait été utilisée par l'auteur Robert Anton Wilson. Voici comment Timothy Leary, dans le livre de Wilson The Game of Life (« Le Jeu de la vie »), a défini de manière polémique l'effet Semmelweis : « Comportement de la foule observé chez les primates et les hominidés larvaires sur des planètes non développées, comportement dans lequel la découverte d'un fait scientifique important est punie ».
Dans la section 3 de la préface de l'édition du cinquantième anniversaire de son livre The Myth of Mental Illness (« Le Mythe de la maladie mentale »), Thomas Szasz dit que la biographie de Semmelweis l'a marqué à un jeune âge par un « sens profond du pouvoir social, invincible par ses fausses vérités ».